# Calamagrostis nagarum
Calamagrostis nagarum là một loài thực vật có hoa trong họ Hòa thảo. Loài này được (Bor) G.Singh mô tả khoa học đầu tiên năm 1984.